# اچ‌ام‌ای‌اس مادانگ (پی ۹۴)
اچ‌ام‌ای‌اس مادانگ (پی ۹۴) (به انگلیسی: HMAS Madang (P 94)) یک کشتی بود که طول آن ۱۰۷٫۶ فوت (۳۲٫۸ متر) بود. این کشتی در سال ۱۹۶۸ ساخته شد.